# بریگنده هفتم حمله به دیسنته
بریگنده (تیپ) هفتم حمله به دیسنته (روش انزال هوایی) (تاجیکی: Бригадаи ۷-уми ҳамла ба десанти) یگان پیاده‌نظام چترباز بخشی از قشون‌های مابیلی تحت نظارت وزارت مدافعه جمهوری تاجیکستان می‌باشد و در پایتخت این کشور دوشنبه واقع شده‌است.